# Bourguyia
Genre
Synonymes
- Isopucrolia Mello-Leitão, 1927
- Caldasius Roewer, 1930
- Stylopisthos Roewer, 1930
- Afranius Mello-Leitão, 1934
- Osasco Piza, 1938
- Drastus Roewer, 1943
- Styloleptes Piza, 1943

Bourguyia est un genre d'opilions laniatores de la famille des Gonyleptidae.

## Distribution
Les espèces de ce genre sont endémiques du Brésil. Elles se rencontrent dans les États de Rio de Janeiro, de São Paulo et du Paraná.

## Liste des espèces
Selon World Catalogue of Opiliones (17/08/2021) :
- Bourguyia albiornata Mello-Leitão, 1923
- Bourguyia bocaina Yamaguti & Pinto-da-Rocha, 2009
- Bourguyia laevibunus (Roewer, 1930)
- Bourguyia maculata (Roewer, 1930)
- Bourguyia trochanteralis (Roewer, 1930)
- Bourguyia vinosa Yamaguti & Pinto-da-Rocha, 2009

## Publication originale
- Mello-Leitão, 1923 : « Opiliones Laniatores do Brasil. » Archivos do Museu Nacional do Rio de Janeiro, vol. 24, p. 107–197 (texte intégral).